# Kis-Kárpátok
A Kis-Kárpátok (szlovákul: Malé Karpaty) mintegy 100 km hosszú hegylánca az Északnyugati-Kárpátok része. Szlovákia nyugati részén, a Dévényi-kapunál kezdődik, Pozsony és Vágújhely között húzódik. (Egyes földrajzi felosztások szerint a Duna jobbpartján (a Hainburgi-rög) is ide tartozik, a mai magyar földrajztudomány álláspontja szerint azonban ez utóbbi már a Nyugati-Alpok része.) A Kis-Kárpátok keskeny, hosszan elnyúló, keresztirányú törésekkel rögcsoportokra tagolt középhegység (768 méter), amelyre mezozoikumi mészkövek takarófoszlányai rakódtak.

## Földrajz

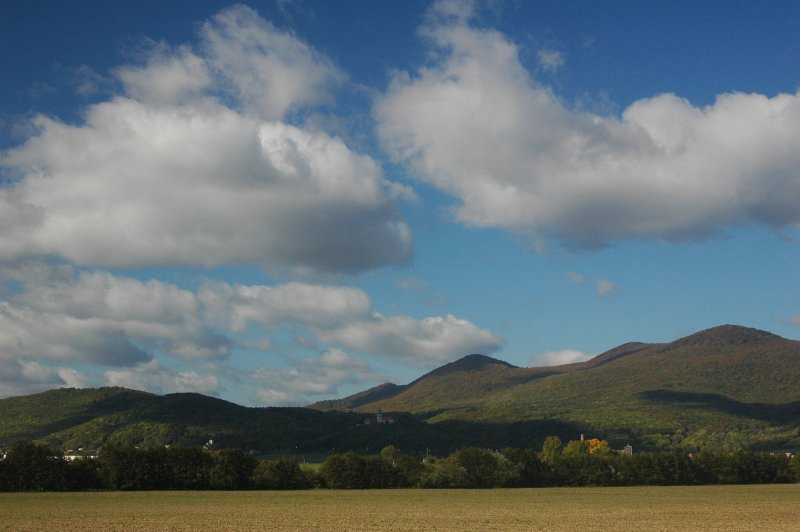
A hegység dél felől nézve

A Kárpátok északnyugati vonulatának legdélibb tagja. Tőle nyugatra a Morva lapálya, keletre a Kisalföld húzódik. Főbb csúcsai Dévény felől a Dévényi-tető (514 m), a Zerge-hegy (439 m), a Nagy-Bánya (445 m), a Volhovisko (598 m), a Kasparova (614 m), a Smelech (709 m), az Ördöghegy (747 m), a Viszoka (754 m), a Bila-szkala (570 m), a Rachsthurn (748 m), a Vidata (631 m) és a Wetterling (724 m). A hegyvonulatot néhány mélyebb nyereg tagolja.
A Kis-Kárpátok magvát gránit alkotja, amelyet gneisz borít, az északi részen pedig jura- és triász képződmények fedik a kristályos kőzeteket. A mészkőhegyekben barlangok is vannak, melyek közül egyedül a Driny-barlang látogatható a nagyközönség számára.

### Élővilág
A hegységet lombhullató erdők fedik, de a legmagasabb helyeken fenyvesek is előfordulnak.

## Turizmus
A Kis-Kárpátok kedvelt kirándulóhely. Több vár és várrom található itt, például a Dévényi vár, Csejte vára, Vöröskő vára és Szomolány vára.